# سحابی ساعت‌شنی
سحابی ساعت‌شنی (انگلیسی: Engraved Hourglass Nebula) سحابی سیاره‌نمایی است که در صورت فلکی مگس جنوبی قرار دارد و ۸۰۰۰ سال نوری از زمین فاصله دارد. ساختار ساعت‌شنی آن به دلیل انبساط بادهای ستاره‌ای بسیار پرسرعت درون ابری با سرعت گسترش کمتر ایجاد شده است.
در هسته این سحابی، ستاره‌ای خورشید مانند است که در فرایند تبدیل به یک کوتوله سفید محو و سرد قرار گرفته است؛ سوخت هسته‌ای ستاره مرکزی این سحابی پایان یافته است و لایه‌های بیرونی با فشار به خارج از مدار اصلی در فضا پرتاب شده‌اند و مرکز آن را مبدل به کوتوله‌ای سفید کرده‌اند.